# 2014年冬季奧林匹克運動會愛沙尼亞代表團
2014年冬季奧林匹克運動會愛沙尼亞代表團是愛沙尼亞所派出的2014年冬季奧林匹克運動會代表團，共有25名運動員參與六項目賽事。

## 冬季兩項
根據2012年冬季兩項世界錦標賽及2013年冬季兩項世界錦標賽的結果，愛沙尼亞取得5男4女的參賽資格。
- 男子項目 – 5個名額
- 女子項目 – 4個名額

## 花式滑冰
愛沙尼亞共有4名運動員參加。
- 男子個人滑 – 1個名額
- 女子個人滑 – 1個名額

## 外部連結
- Estonia at the 2014 Winter Olympics（页面存档备份，存于）